# Gauche républicaine et socialiste
Ne doit pas être confondu avec L'Après.
Pour les articles homonymes, voir Gauche républicaine, GRS et Après.
 (mars 2024).
La Gauche républicaine et socialiste (GRS) est un parti politique français, fondé le 3 février 2019 par la fusion de l'Alternative pour un programme républicain, écologiste et socialiste (APRÉS) et du Mouvement républicain et citoyen (MRC) de Jean-Luc Laurent et Jean-Pierre Chevènement. L'APRÉS a été fondée en octobre 2018 par Emmanuel Maurel et Marie-Noëlle Lienemann après leur départ du Parti socialiste.

## Historique

### Alternative pour un programme républicain, écologiste et socialiste

Logo de l'Alternative pour un programme républicain, écologiste et socialiste.

L'Alternative pour un programme républicain, écologiste et socialiste revendique 650 à 1 000 membres, (dont des anciens élus nationaux comme Gaëtan Gorce et Christophe Premat ou le chercheur Rémi Lefebvre), signataires d'un appel qui aboutit à l'organisation d'un congrès fondateur d'une nouvelle formation politique les 2 et 3 février 2019 conjointement avec le Mouvement républicain et citoyen.
En rupture avec le Parti socialiste, les membres de l'APRÉS militent pour un « nouveau Front populaire » les unissant à La France insoumise en un cartel électoral faisant liste commune aux élections européennes de 2019. Emmanuel Maurel décrit ces élections comme une « première étape » dans l'alliance entre les deux organisations politiques.
Trois semaines après l'appel, ses initiateurs assurent qu'un millier d'anciens membres du PS les ont rejoints.

### Gauche républicaine et socialiste

Premier logo de la Gauche républicaine et socialiste, utilisé en février 2019.

Le Mouvement républicain et citoyen (MRC), présidé par Jean-Luc Laurent et fondé par Jean-Pierre Chevènement qui l'a quitté en 2015, soutient l'appel de l'APRÉS. Le MRC partage avec le nouveau parti sa « convergence pour les élections européennes avec La France insoumise de Jean-Luc Mélenchon » et s'est prononcé lors de son congrès interne, les 1er et 2 décembre 2018, à 73,5 % sur la création avec l'APRÉS d'une « nouvelle formation politique » commune en 2019, qui serait la « maison de la gauche républicaine ».
Les deux partis fusionnent le 3 février 2019 lors des Rencontres Fondatrices de Valence pour fonder la Gauche républicaine et socialiste (GRS), coprésidé par Emmanuel Maurel et l'ancien porte-parole du MRC Bastien Faudot. Le nom du parti a été choisi par les militants, les autres noms proposés étant Nouveau Parti républicain et socialiste, Nos causes communes et Républicain écologiste et socialiste.
Dans le cadre des élections européennes de 2019 en France, la Gauche républicaine et socialiste s'associe à la liste de La France insoumise, Maintenant le peuple, conduite par Manon Aubry et sur laquelle figurent plusieurs personnalités de la GRS, dont Emmanuel Maurel, Catherine Coutard et Anthony Gratacos. Emmanuel Maurel, en sixième place sur la liste, est réélu.
La GRS organise ses premières universités de rentrée en septembre 2019 à Rochefort, en Charente-Maritime.
Les 21 et 22 novembre 2020, la GRS organise avec Les Radicaux de gauche, République et socialisme, le club Causes communes et le Parti de la gauche européenne, les Universités de la gauche républicaine par visioconférence. Plusieurs personnalités de gauche ont participé à cet évènement comme Arnaud Montebourg, Yannick Jadot, Fabien Roussel ou François Ruffin.[pertinence contestée]

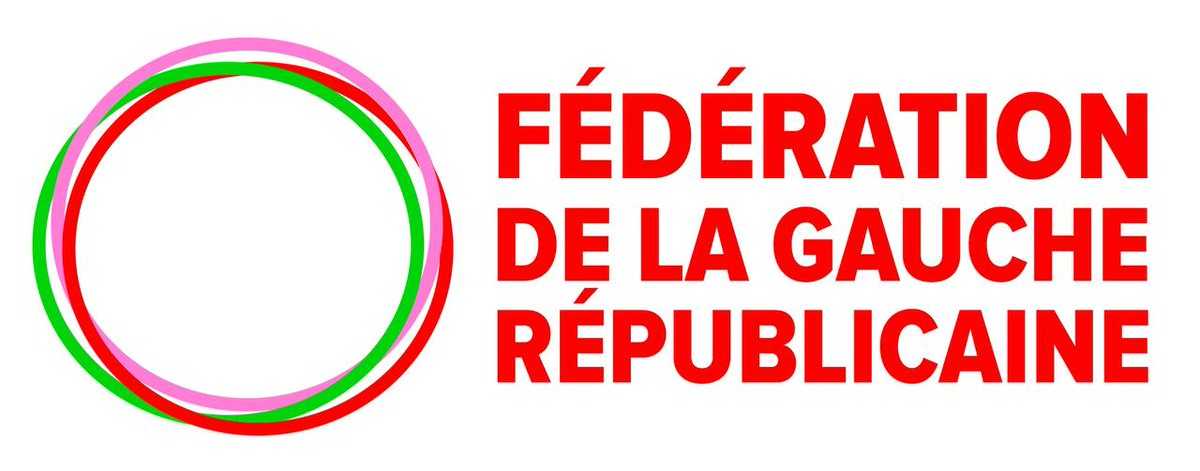
Logo de la Fédération de la gauche républicaine

En amont de l'élection présidentielle de 2022, la GRS a organisé une consultation de ses adhérents pour le choix du candidat à l'élection présidentielle ; quatre candidats étaient en lice : Yannick Jadot, Jean-Luc Mélenchon, Arnaud Montebourg et Fabien Roussel. Il y a 4217 inscrits à jour de cotisation au 19 octobre 2021 ; 2 445 votants ont participé au scrutin. Arnaud Montebourg a reçu 56,97 % des suffrages exprimés. La GRS s'est donc engagée dans la campagne d'Arnaud Montebourg, jusqu'à ce que celui-ci décide d'y mettre fin en janvier 2022. Le 9 mars, le parti annonce son soutien à Fabien Roussel (PCF), aux côtés du MRC, des Radicaux de gauche et de la Nouvelle Gauche socialiste. Le 29 avril 2022, la GRS, le MRC, LRDG et la NGS annoncent former une coalition autour de la Fédération de la gauche républicaine.
Quelques jours plus tard, la Fédération de la Gauche républicaine demande à participer aux négociations électorales conduites par l'Union populaire sans résultat. Elle décide donc de présente une centaine de candidats et sa démarche est présentée dans la presse. Elle n'obtient pas de députés mais ses modestes résultats permettent cependant à la Gauche républicaine et socialiste de bénéficier du financement public de la vie politique à compter de 2023 assurant ainsi une certaine autonomie financière.
Après avoir participé à nouveau à la Fête de l'Humanité les 9, 10 et 11 septembre 2022, avec un stand militant, la Gauche républicaine et socialiste organise les troisièmes universités de la Gauche républicaine à Rochefort le dernier week-end de septembre.
Lors de son congrès à Pantin, les 19 et 20 novembre 2022, un seul texte d'orientation Une nouvelle étape était soumis au vote des militants. Les délégués au congrès ont réélu Emmanuel Maurel comme animateur national du parti et Marie-Noëlle Lienemann est à nouveau nommée coordinatrice nationale,.
Pour les élections européennes de 2024 en France, elle s'associe au Parti communiste français, à L'Engagement (parti politique fondé par Arnaud Montebourg), aux Radicaux de gauche et au Mouvement républicain et citoyen sous la bannière « Gauche unie pour le monde du travail soutenue par Fabien Roussel ».

## Critiques et oppositions

### Parti socialiste
Le premier secrétaire du Parti socialiste, Olivier Faure a qualifié les départs des fondateurs de l'APRÉS de « choix individuels » et déclare refuser l'orientation que prône selon lui Emmanuel Maurel : « Nous n'avons jamais emprunté cette voie-là, celle du populisme. Car si nous l'avions suivie, alors nous n'aurions pas aboli la peine de mort ».
Laurent Baumel, ancien député frondeur et membre du courant L'Union et l'espoir d'Emmanuel Maurel, refuse que « toute l'aile gauche [se rallie à] Jean-Luc Mélenchon » et reste au PS.

## Personnalités liées au mouvement

### Parlementaires
- Emmanuel Maurel : député européen de 2014 à 2024 (groupe de la Gauche unitaire européenne/Gauche verte nordique) ; puis député de la troisième circonscription du Val-d'Oise depuis juillet 2024 ; co-animateur national du parti.
- Caroline Fiat, députée de la Meurthe-et-Moselle (Groupe La France insoumise), a été un temps membre du parti[29].

### Autres
- Marie-Noëlle Lienemann, ancienne sénatrice (groupe CRCE - Kanaky), coordonnatrice nationale du parti ;
- Jean-Luc Laurent, ancien député et maire de Le Kremlin-Bicêtre (Val-de-Marne), président du MRC, coordonnateur national de la GRS, décédé en janvier 2024 ;
- Sophie Camard, maire du Premier secteur de Marseille depuis 2020 ;
- Bastien Faudot, conseiller départemental du Territoire de Belfort, co-animateur national du parti ;
- Catherine Coutard, conseillère municipale de Montélimar (Drôme), vice-présidente du MRC, animatrice du Pôle foation de la GRS ;
- Gaëtan Gorce, ancien député et ancien sénateur socialiste de la Nièvre[30] ;
- Marc Vuillemot[31], ancien maire de La Seyne-sur-Mer (Var) et président de l'association Ville & Banlieue des Maires de France ;
- Rémi Lefebvre, politologue[30] ;
- Christophe Premat, ancien député socialiste des Français de l'étranger[30].

## Résultats électoraux

### Élections législatives
| Année | Premier tour | Premier tour | Second tour | Second tour | Sièges  | Rang |
| Année | Voix         | %            | Voix        | %           | Sièges  | Rang |
| ----- | ------------ | ------------ | ----------- | ----------- | ------- | ---- |
| 2024b | 22 763       | 0,07         | 36 489      | 0,13        | 1 / 577 | 46e  |

- b Au sein du Nouveau Front populaire.

### Élections européennes
En 2019, la Gauche républicaine et socialiste fait alliance avec La France insoumise. La liste obtient six élus, dont Emmanuel Maurel.
| Année | Voix      | %    | Sièges | Rang | Tête de liste           | Groupe              |
| ----- | --------- | ---- | ------ | ---- | ----------------------- | ------------------- |
| 2019  | 1 428 548 | 6,31 | 1 / 79 | 5e   | Manon Aubry (FI)        | GUE/NGL             |
| 2024* | 584 054   | 2,36 | 0 / 81 | 8e   | Léon Deffontaines (PCF) | Extra-parlementaire |

- *en alliance avec le Parti communiste français et d'autres partis de gauche sur la liste "Gauche unie pour le monde du travail".